# Museo Nacional de la Unión
El Museo Nacional de la Unión (en rumano: Muzeul Național al Unirii) es un museo de historia y arqueología en Alba Iulia, Rumania.

## Historia
El museo fue inaugurado en 1888 por iniciativa de la Sociedad de Ciencias Históricas, Arqueológicas y Naturales del Condado del Bajo Alba, teniendo como director al célebre arqueólogo Adalbert Cserni.
En 1929, bajo los auspicios de la Asociación ASTRA, se organizó como Museo de la Unión. Objetos valiosos enriquecieron aún más las ricas colecciones arqueológicas y se agregó una nueva colección de elementos pertenecientes a la historia moderna de los rumanos. En 1938, bajo la dirección del historiador Ion Berciu, el asentamiento pasó a ser gestionado por el Estado rumano con el nuevo nombre de Museo Regional de Alba.
En 1968, fue ampliamente reorganizada, volviendo a su nombre anterior.

## Edificios
El edificio Babylon es un monumento histórico construido entre 1851 y 1853, con influencias de la arquitectura romántica. Fue utilizado como pabellón de residencia de oficiales y, entre 1967 y 1968, fue remodelado para convertirlo en un museo.
La Sala Unión (en rumano: Sala Unirii) fue construida entre 1898 y 1900. Es el edificio donde la Gran Asamblea Nacional votó la Unión de Transilvania con Rumania.
Ambos edificios del museo están catalogados como monumentos históricos de Rumania.

## Colecciones
Cabe mencionar los yacimientos de bronce de Cugir, Ighiel, Zlatna y Vintu de Jos, así como la cerámica, los ídolos zoomorfos y las herramientas de hierro, bronce y piedra, descubiertos en el gran asentamiento fortificado de Teleac. Son interesantes en especial la estatuilla de mármol que representa a Liber Pater, la colección de bronce, la colección de vidrio, los objetos de hueso, cuerno y marfil, así como los tesoros monetarios de Alba Iulia, Tibru, Geomal, Șpring y Medves. Estos incluyen el tesoro de plata de Lupu y los materiales descubiertos en la tumba principesca de Cugir. La colección numismática incluye monedas, placas y monedas antiguas, medievales y modernas.
La colección de historia moderna contiene documentos, fotografías, objetos conmemorativos de la Revolución de 1848 y la Unión del 1 de diciembre de 1918 de la región de Transilvania con Rumania.
El museo posee bienes que figuran en el Tesoro del Patrimonio Cultural Nacional de Rumania.

## Galería

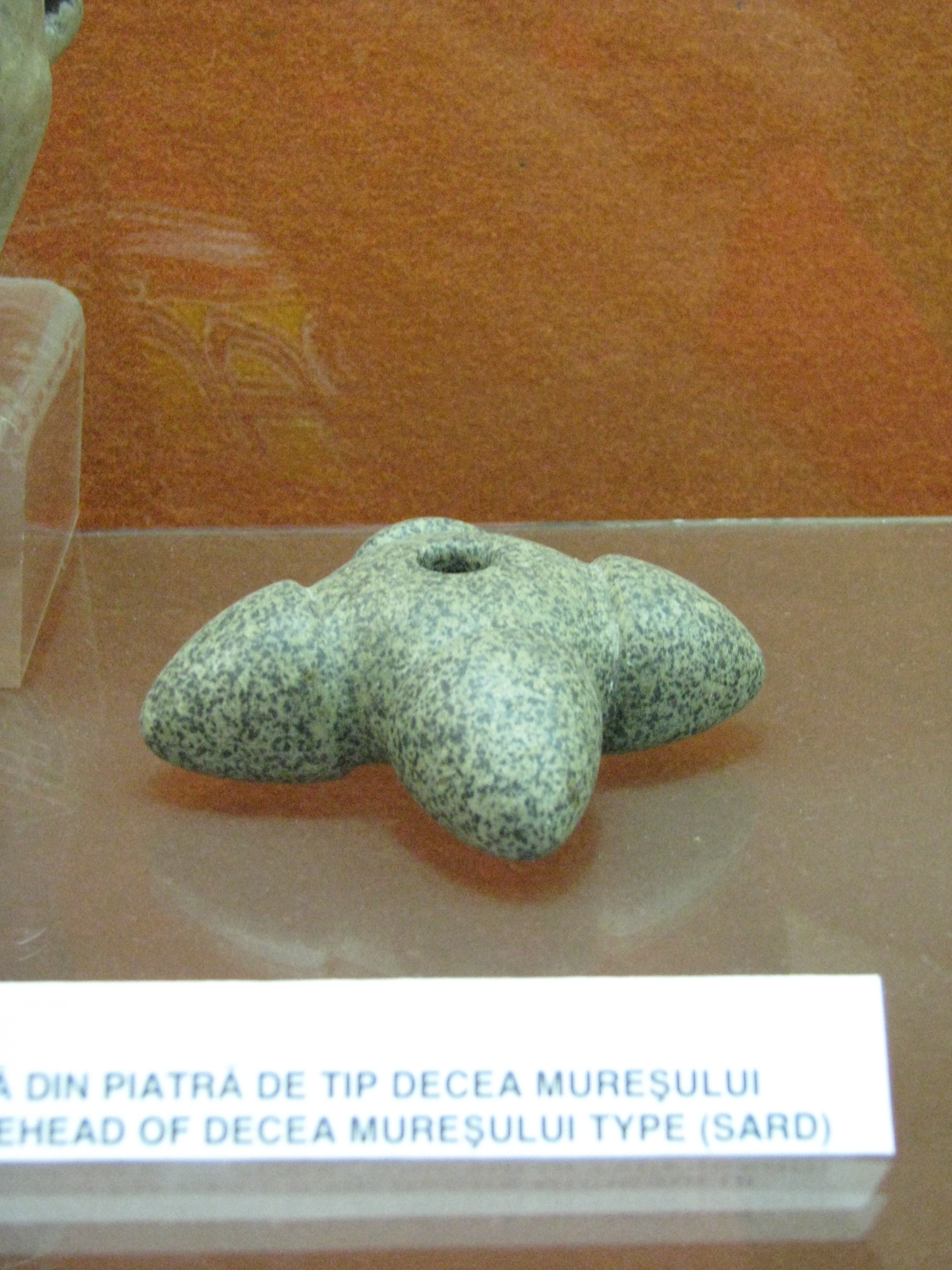
Cabeza de maza de piedra de la cultura Decea Mureşului de Șard, Alba
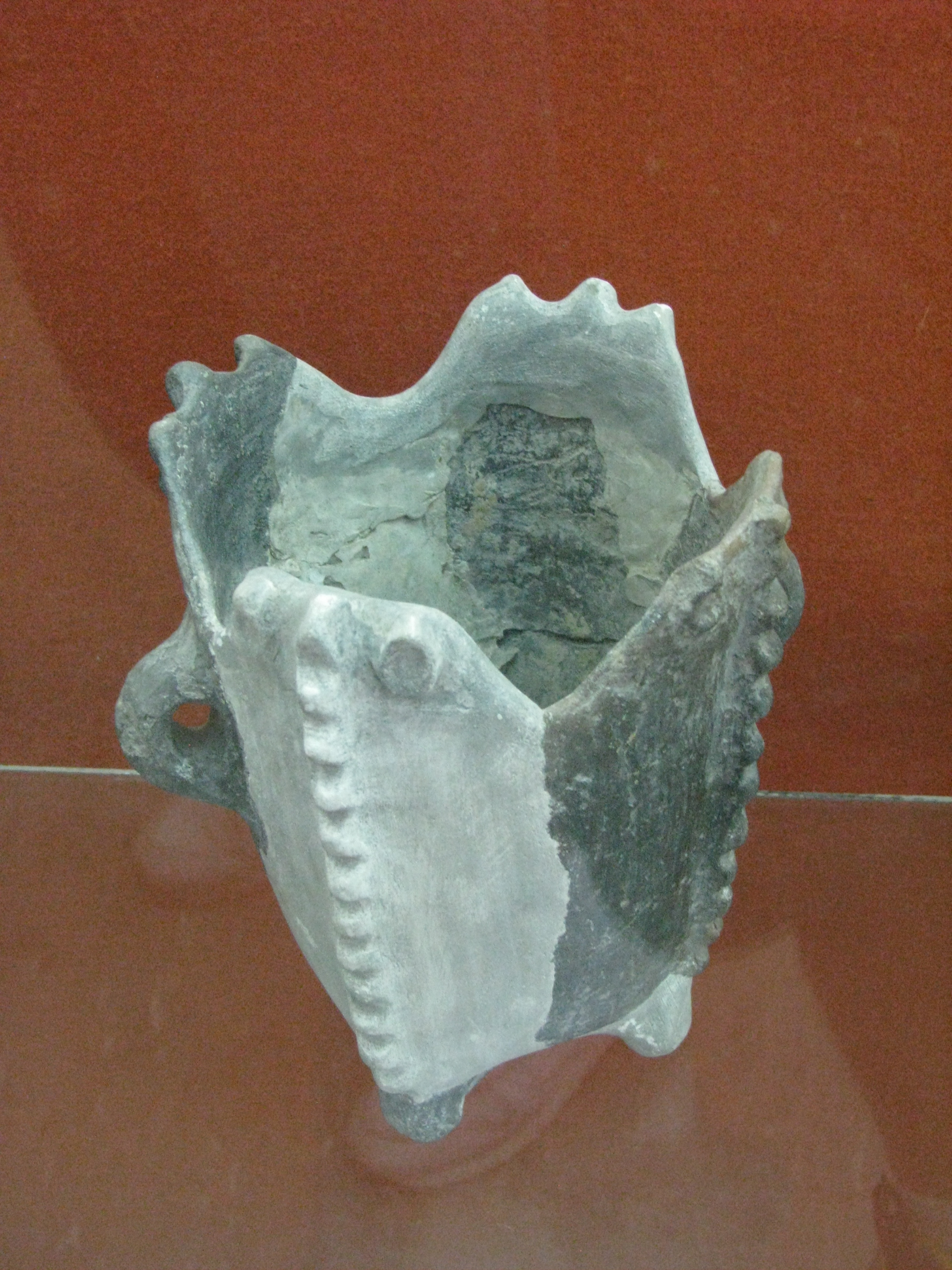
Recipiente de cultivo Herculane-Cheile Turzii, fechado entre 3800-3500 a.C. (Período Eneolítico Medio), encontrado en Cheile Turzii
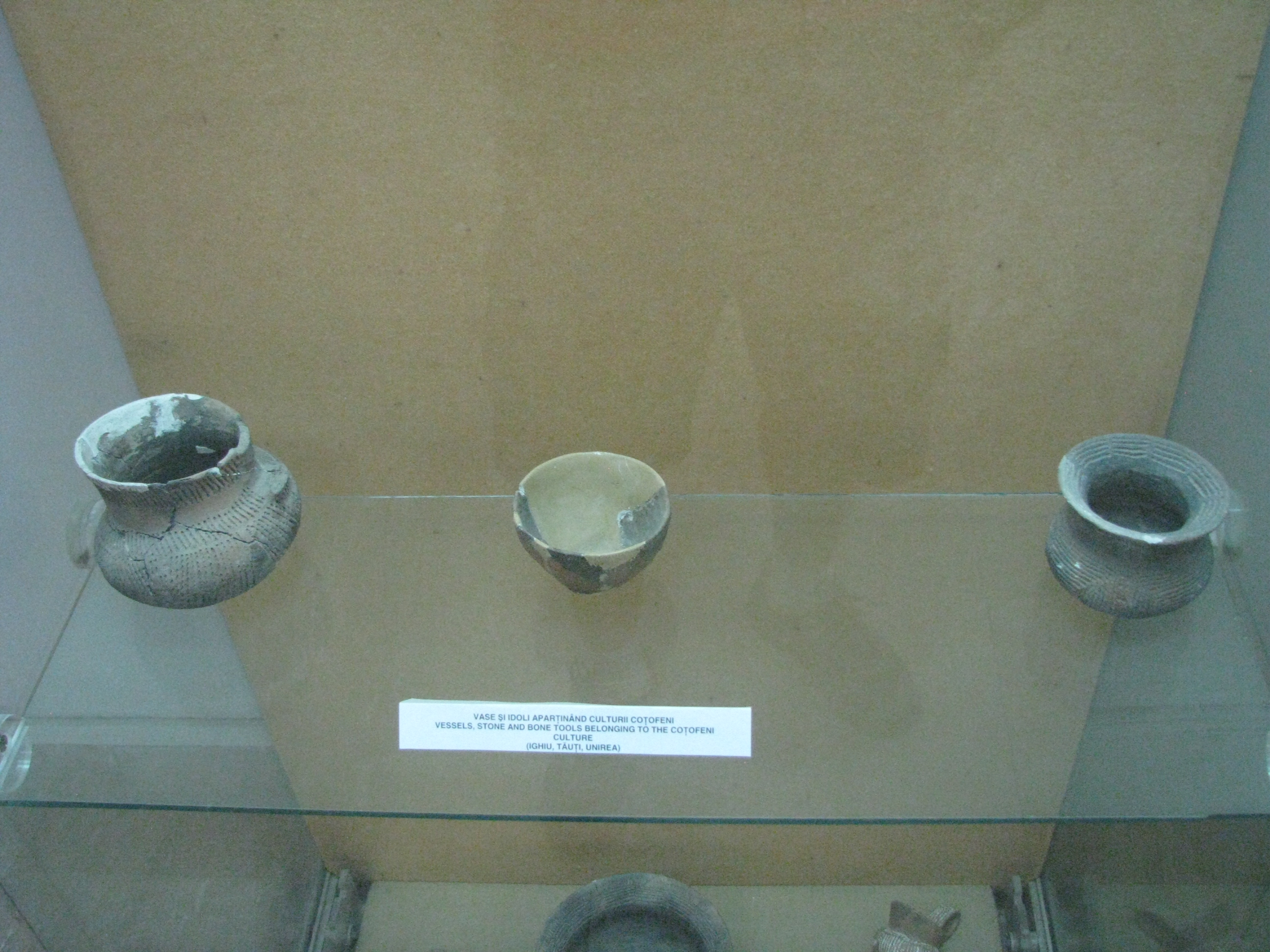
Vasijas de cultivo Coțofeni de Ighiu, Tăuți y Unirea
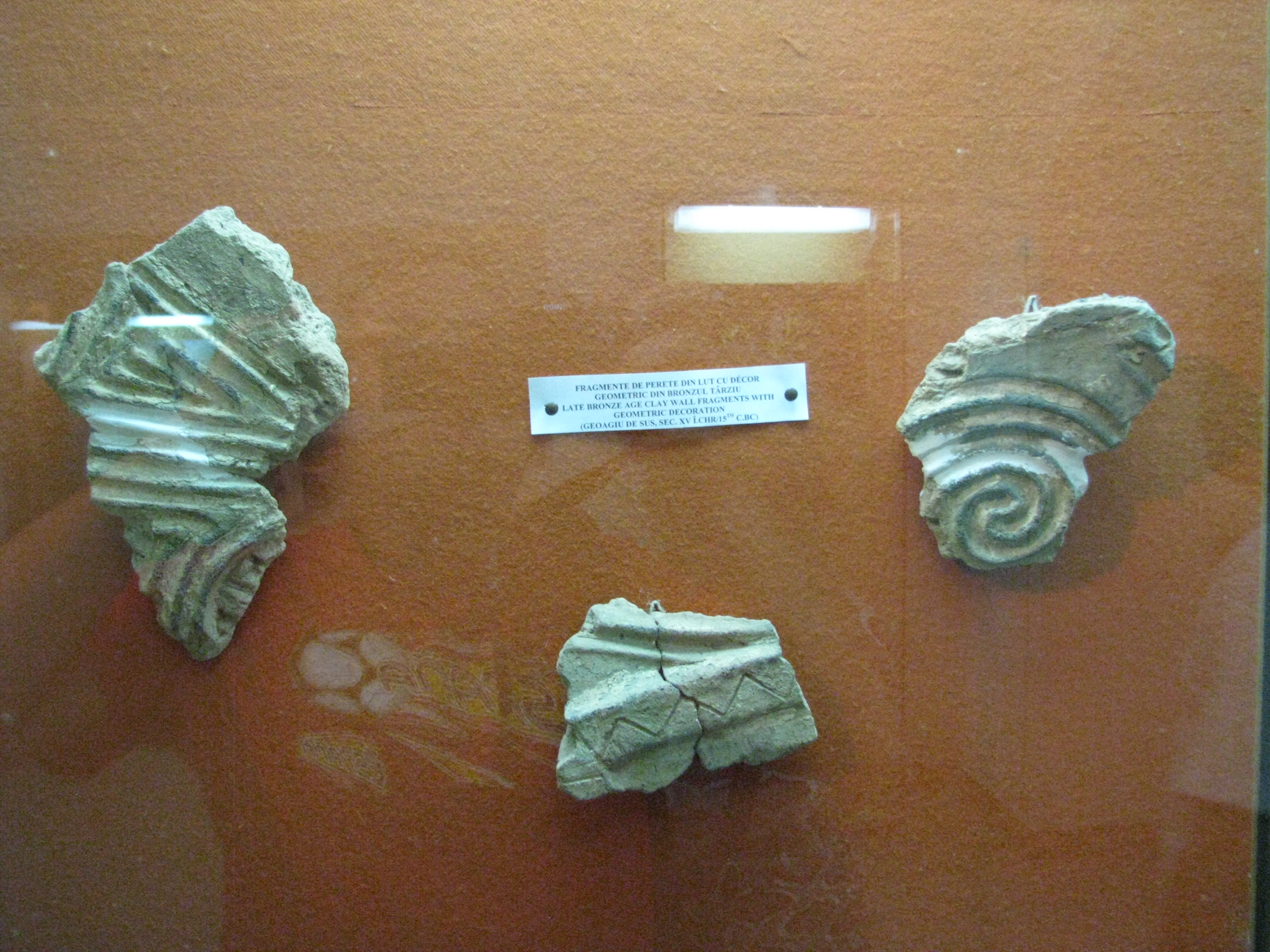
Fragmentos de pared de arcilla de la Edad del Bronce tardío con decoración geométrica de Geoagiu de Sus, Alba, siglo XV a.C.
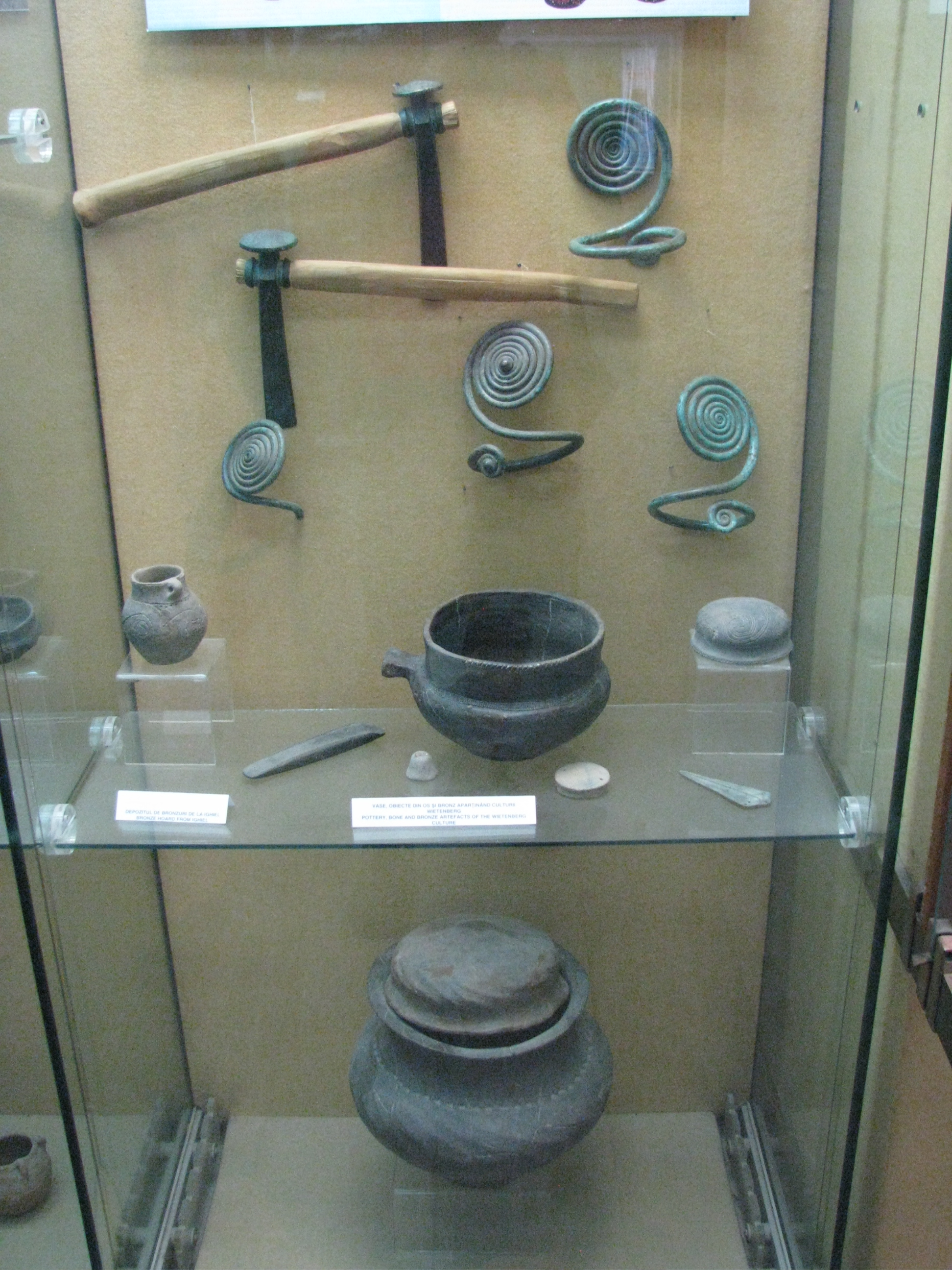
Objetos de cerámica, hueso y bronce de la cultura Wietenberg
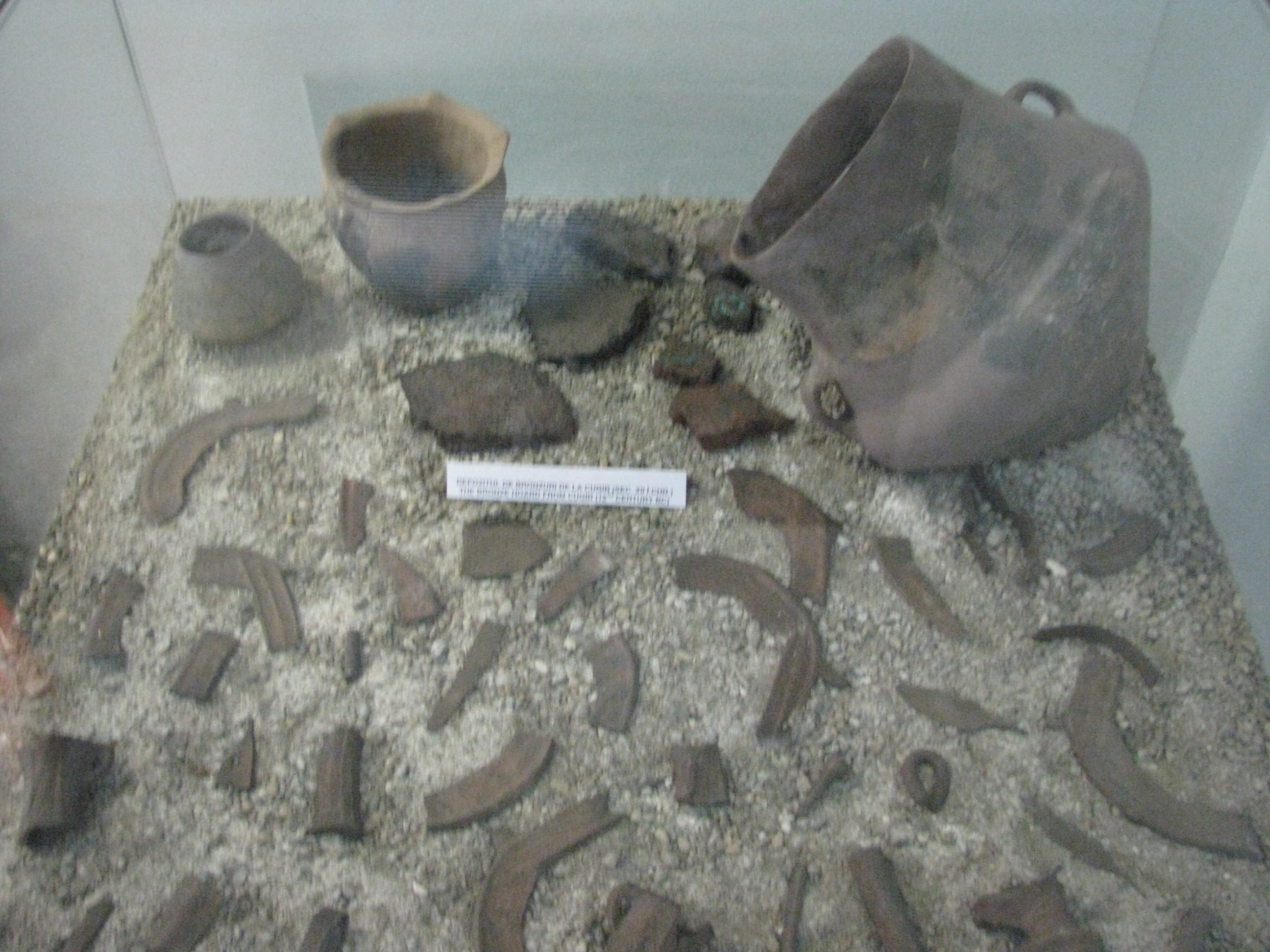
El tesoro de la Edad de Bronce de Cugir, siglo XII a.C.
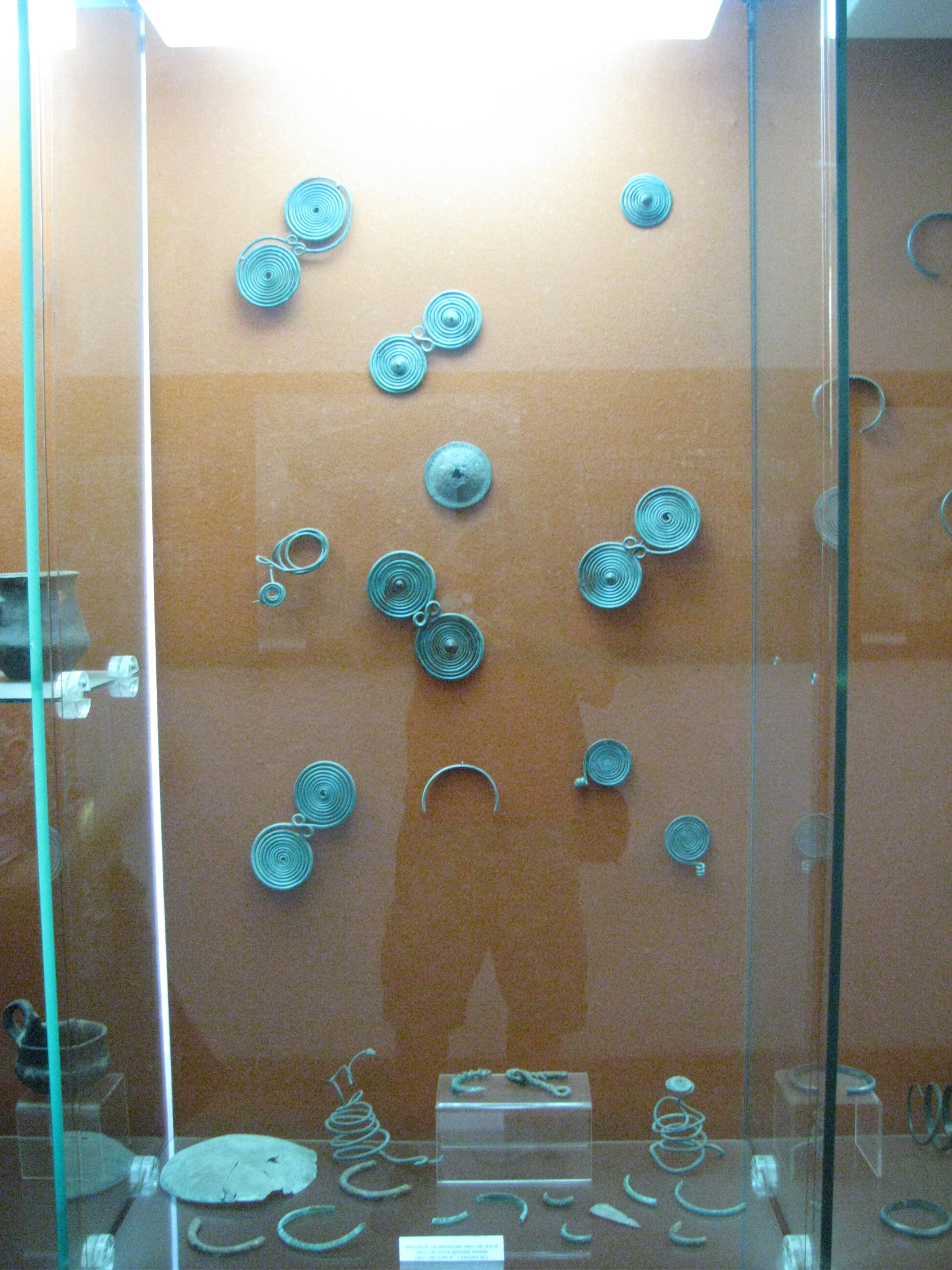
El tesoro de la Edad de Bronce de Vinţu de Jos
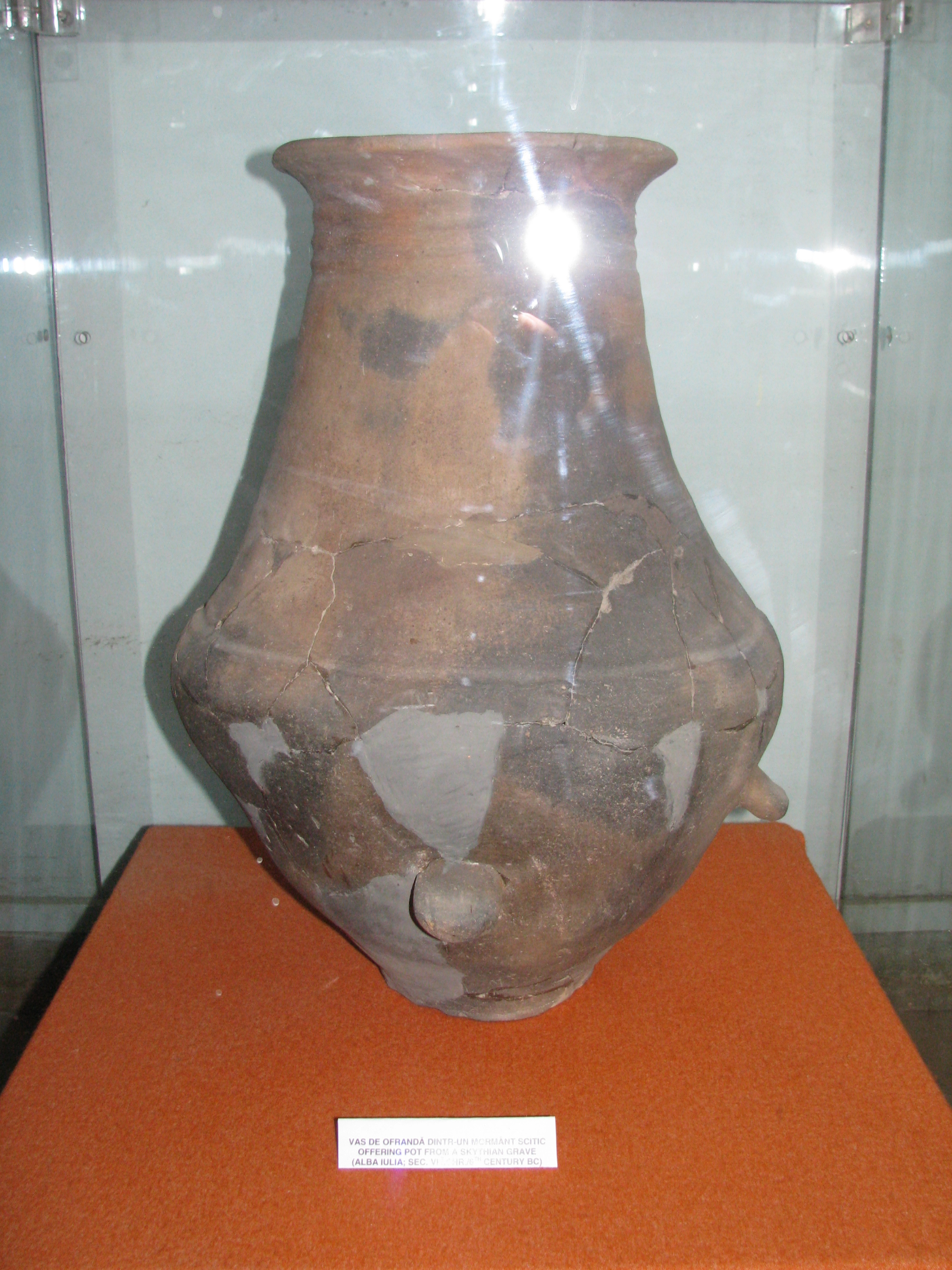
Ofreciendo olla de una tumba escita
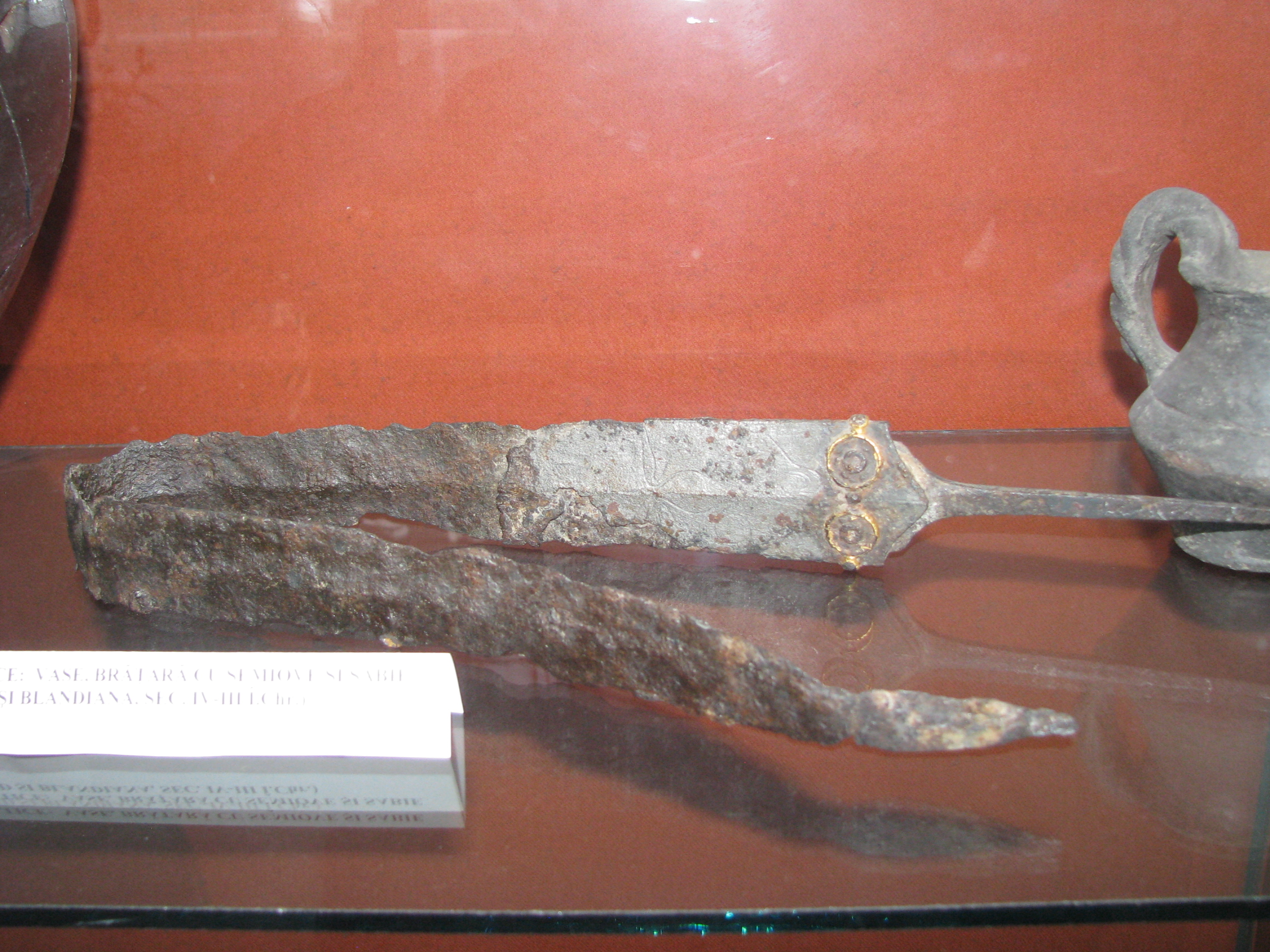
Espada celta de Aiud y Blandiana
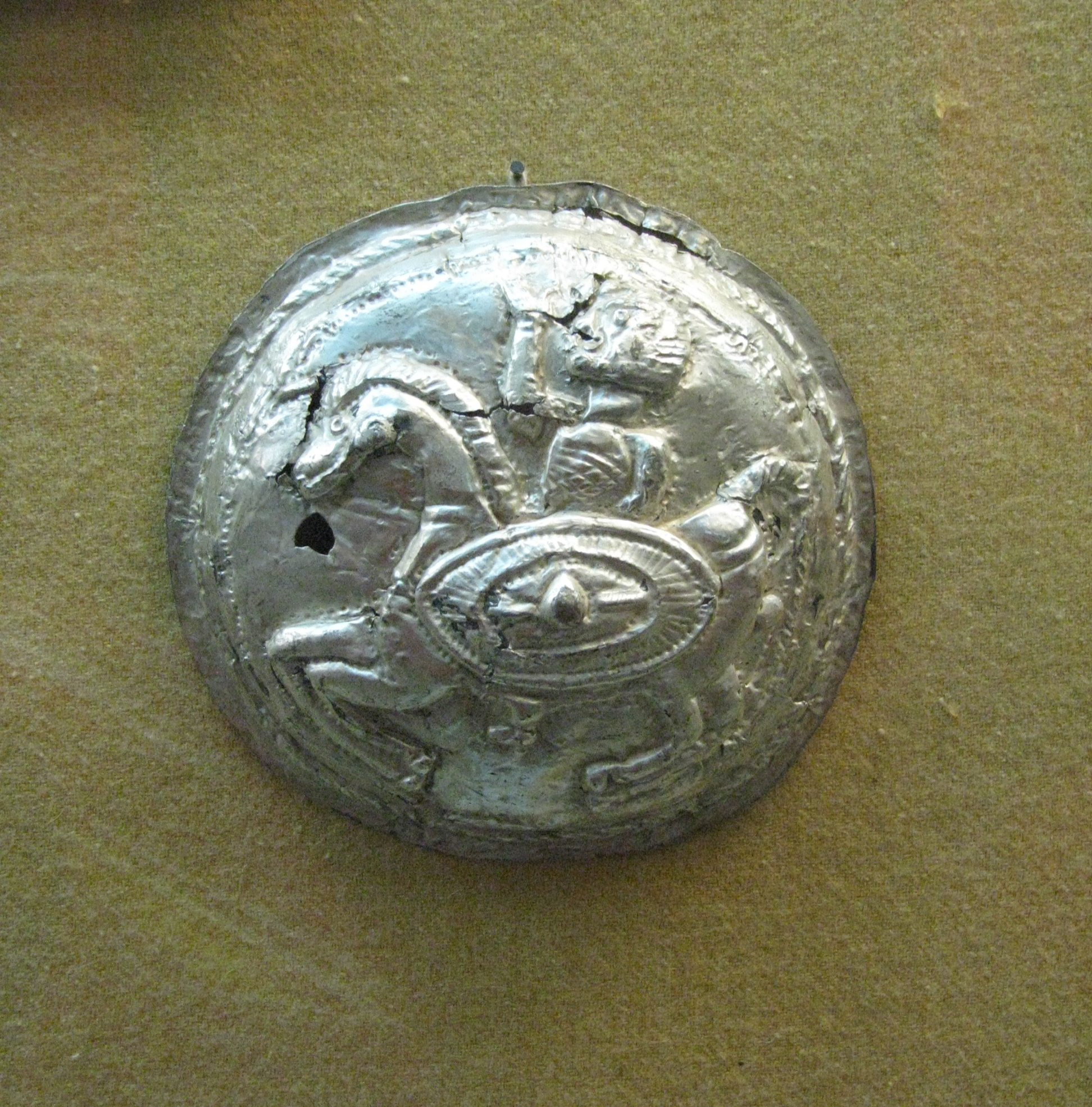
Jinete del tesoro de plata dacio de Lupu, siglo I a.C.
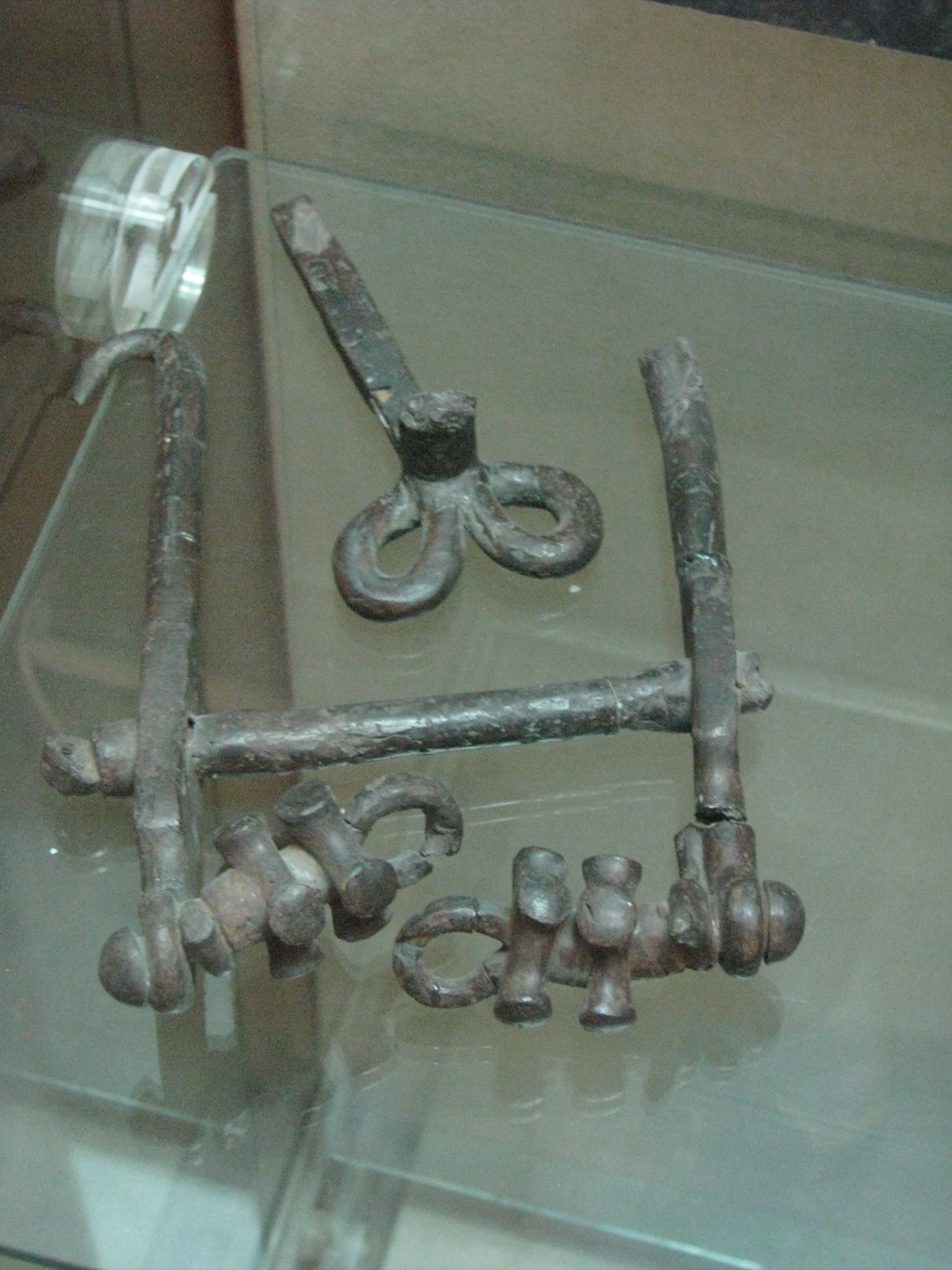
Fragmentos de equipo de carro y caballo de la tumba del guerrero dacio de Cugir, fechada en el siglo I a.C. Son del carro de 2 o 4 caballos que fue incinerado con el difunto, junto con los caballos.
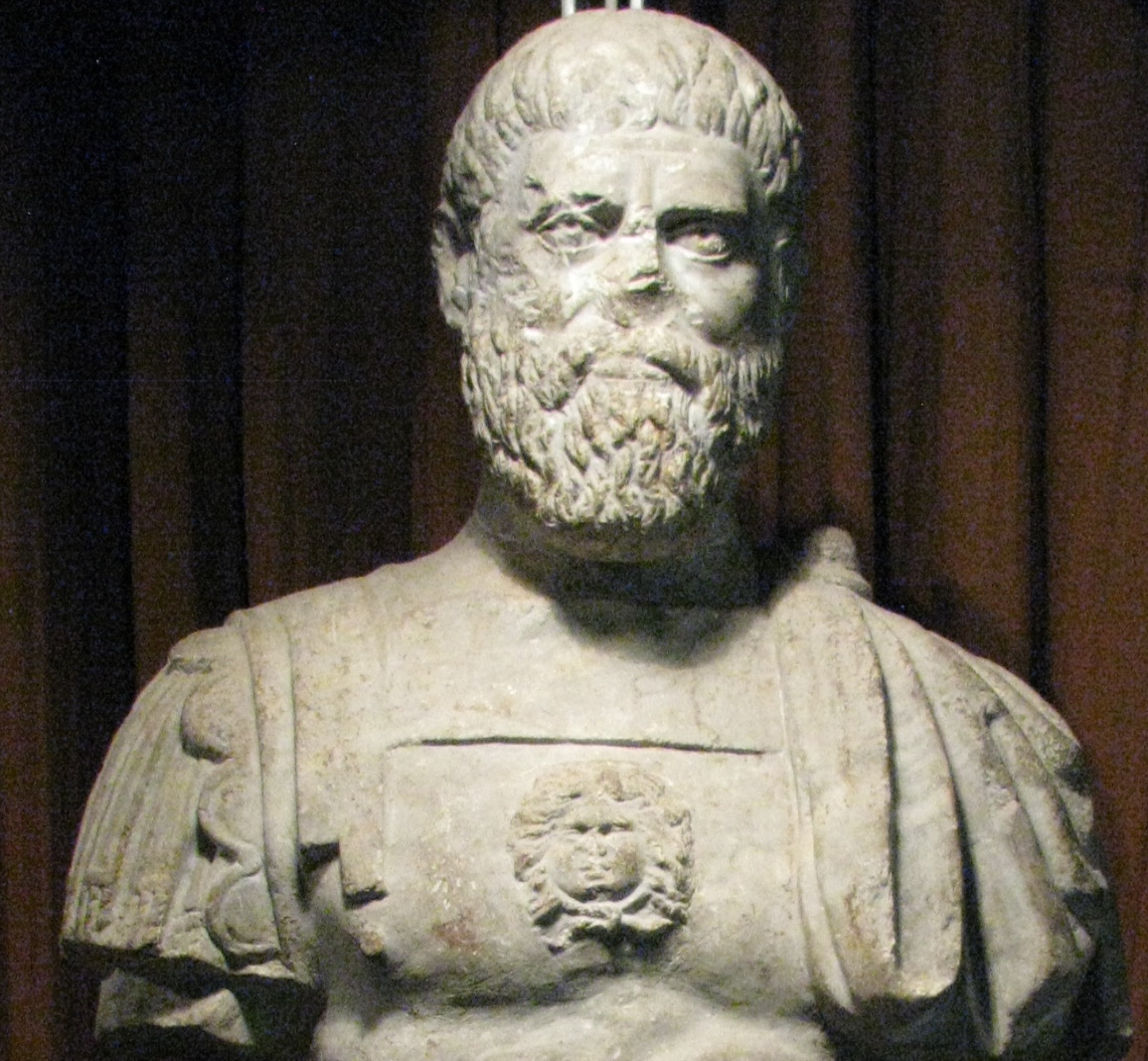
Posible estatua del emperador romano Pertinax, Apulum